# Stanisław Patrzykąt
Stanisław Marian Patrzykąt, ps. „Farys” (ur. 13 listopada 1899 w Warszawie, zm. 7 września 1939 w Kurzeszynie) – porucznik uzbrojenia Wojska Polskiego, kawaler Orderu Virtuti Militari.

## Życiorys
Urodził się 13 listopada 1899 w Warszawie, ówczesnej stolicy Królestwa Polskiego, w rodzinie Maksymiliana Stanisława (1871–1948) i Marii (Marianny Anny) z Kobylińskich (1878–1957). Był starszym bratem Antoniego Bonifacego (1901–1971), porucznika piechoty rezerwy Wojska Polskiego i wnukiem Bartłomieja Patrzykąta (1844–1933), podporucznika wetera powstania styczniowego, odznaczonego Krzyżem Niepodległości z Mieczami. Ukończył siedem klas gimnazjum.
W stopniu plutonowego walczył w szeregach 1 pułku ułanów krechowieckich i został odznaczony Orderem Virtuti Militari. Po zawieszeniu broni został zdemobilizowany w stopniu wachmistrza.
W 1921 wstąpił do Szkoły Podchorążych Artylerii w Poznaniu. 8 stycznia 1924 został zatwierdzony w stopniu podporucznika ze starszeństwem z dniem 1 stycznia 1922 i 1. lokatą w korpusie oficerów rezerwy artylerii. Jako oficer rezerwy zatrzymany w służbie czynnej pełnił ją w 1 pułku artylerii górskiej w Nowym Sączu. 23 sierpnia 1924 został przemianowany z dniem 1 lipca 1924 na oficera zawodowego w stopniu porucznika ze starszeństwem z dniem 1 stycznia 1924 i 60. lokatą w korpusie oficerów artylerii. Ukończył dziesięciomiesięczny kurs oficerów uzbrojenia. W listopadzie 1927 został przeniesiony z korpusu oficerów artylerii (5 Oddział Służby Uzbrojenia) do korpusu oficerów uzbrojenia oraz macierzyście do kadry oficerów artylerii z równoczesnym przydziałem do Szkoły Zbrojmistrzów w Warszawie. W 1932 pełnił służbę w Pomocniczej Składnicy Uzbrojenia nr 1 w Modlinie na stanowisku oficera ewidencji personalnej Kadry 1 Oddziału Służby Uzbrojenia. W czerwcu 1934 został przeniesiony z Warsztatów Amunicji nr 1 do Komendy Portu Wojennego Pińsk.
W 1939 pełnił służbę w Głównej Składnicy Uzbrojenia nr 4 w Regnach na stanowisku zarządzającego warsztatami i magazynami broni. Poległ 7 września 1939 w Kurzeszynie.
W 1926 ożenił się z Sabiną Jesztadt (zm. 1992), z którą miał córkę Danutę Zofię (ur. 18 sierpnia 1927), po mężu Sawecyńską. Grób rodziny Patrzykątów (Stanisława, jego rodziców, żony i córki) znajduje się na cmentarzu Bródnowskim w Warszawie (sektor 36D, rząd 5, numer 19).

## Ordery i odznaczenia
- Krzyż Srebrny Orderu Wojskowego Virtuti Militari nr 384 – 1921[27][28]
- Krzyż Walecznych dwukrotnie nr 23268[29][30]
- Medal Pamiątkowy za Wojnę 1918–1921 – 1928[29]
- Medal Dziesięciolecia Odzyskanej Niepodległości – 1928[29]

21 czerwca 1938 Komitet Krzyża i Medalu Niepodległości odrzucił wniosek o nadanie mu tego odznaczenia.